# Cyclophora suspensa
Cyclophora suspensa är en fjärilsart som beskrevs av Anders Jahan Retzius 1783. Cyclophora suspensa ingår i släktet Cyclophora och familjen mätare. Inga underarter finns listade i Catalogue of Life.